# Adolfo Farsari

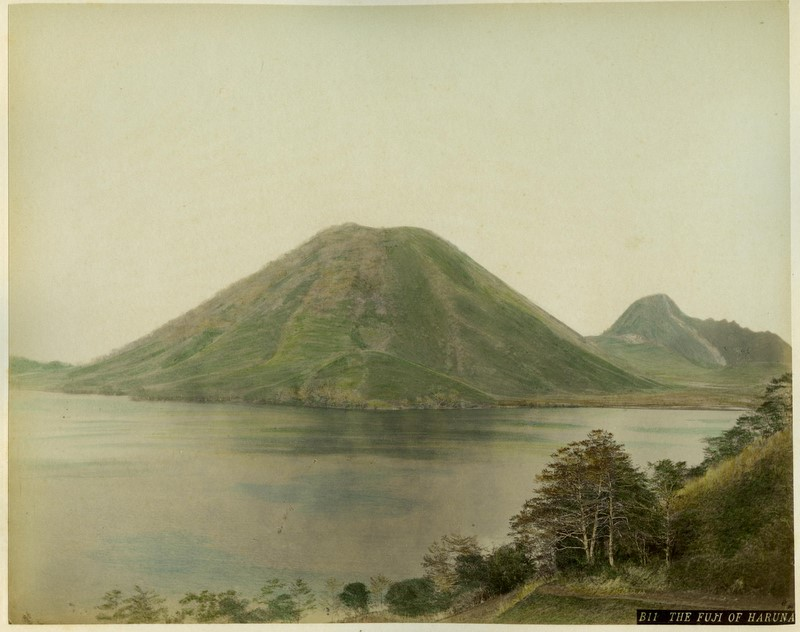
"B11 - Il Fuji di Haruna"

Adolfo Farsari (Vicenza, 11 febbraio 1841 – Vicenza, 7 febbraio 1898) è stato un fotografo italiano.

## Biografia
Dopo una breve carriera militare divenne un imprenditore di successo e fotografo di grande fama.
Il suo lavoro in quest'ultimo campo fu fortemente apprezzato, in particolare i suoi ritratti e paesaggi colorati a mano venduti usualmente a visitatori del Giappone, dove espatriò nel 1873.
Le sue fotografie furono diffuse largamente per mezzo della stampa e pubblicate su svariati libri, modificando la visione del popolo Giapponese in maniera radicale fino a oggi; il suo studio fotografico divenne ben presto tra i più celebri e quotati di tutto il paese, contribuendo in maniera determinante allo sviluppo della fotografia in Giappone.